# Neotinea
Genre
Classification phylogénétique
Neotinea est un genre végétal de la famille des Orchidaceae. Ce sont des orchidées terrestres européennes dont certaines étaient autrefois classées dans le genre Orchis.

## Espèces botaniques[1]
- Neotinea × dietrichiana (Bogenh.) H.Kretzschmar, Eccarius & H.Dietr., (2007).
  - Neotinea × dietrichiana nothosubsp. bugarachensis (J.Claess. & J.M.Lewin) H.Kretzschmar, Eccarius & H.Dietr.,(2007).
  - Neotinea × dietrichiana nothosubsp. dietrichiana.
- Neotinea lactea (Poir.) R.M.Bateman, Pridgeon & M.W.Chase, (1997). - Orchis lacté
- Neotinea maculata (Desf.) Stearn, (1974 publ. 1975). - Orchis intact
- Neotinea tridentata (Scop.) R.M.Bateman, Pridgeon & M.W.Chase, (1997).
  - Neotinea tridentata subsp. conica (Willd.) R.M.Bateman, Pridgeon & M.W.Chase, (1997). - Orchis conique
  - Neotinea tridentata subsp. tridentata
- Neotinea ustulata (L.) R.M.Bateman, Pridgeon & M.W.Chase, (1997).
  - Neotinea ustulata var. aestivalis - Orchis brûlé d'été
  - Neotinea ustulata subsp. ustulata - Orchis brûlé